# Cupha cacina
Cupha cacina är en fjärilsart som beskrevs av Hans Fruhstorfer 1912. Cupha cacina ingår i släktet Cupha och familjen praktfjärilar. Inga underarter finns listade i Catalogue of Life.